# Финский военный контингент в Афганистане
Финский военный контингент в Афганистане — подразделение вооружённых сил Финляндии, созданное в 2001–2002 гг. В период 2002–2014 гг. действовало в составе сил ISAF. В период 2014–2021 гг. действовало в составе сил RSM.

## История
В январе 2002 года было объявлено, что финский миротворческий контингент будет выполнять ограниченные задачи на территории Афганистана — «обеспечивать безопасность международной гуманитарной деятельности и связь для группировки ISAF».
Первоначально контингент был развёрнут в Кабуле, но осенью 2004 года переведён в Меймене. В середине февраля 2006 года численность финского контингента составляла 91 военнослужащих, 18 февраля 2006 года было принято решение о увеличении численности контингента до 100 военнослужащих. В январе 2009 года численность финских военнослужащих в Афганистане составляла около 110 человек и было принято решение о увеличении контингента.
По состоянию на 4 марта 2011 года, численность финского контингента составляла 165 военнослужащих. В дальнейшем, численность финских военнослужащих была увеличена до 195 человек, но 29 ноября 2011 года было принято решение о сокращении финского контингента в Афганистане.
По состоянию на 1 августа 2013 года, численность контингента составляла 100 военнослужащих.
Потери финского контингента с начала участия в войне до конца 2014 года составляют 2 военнослужащих погибшими и не менее 13 ранеными.
28 декабря 2014 года командование НАТО объявило о том, что операция "Несокрушимая свобода" в Афганистане завершена. Тем не менее, боевые действия в стране продолжались и иностранные войска остались в стране - в соответствии с начатой 1 января 2015 года операцией «Решительная поддержка», хотя их общая численность была уменьшена.
В июле 2018 года численность финского военного контингента составляла 29 военнослужащих.
В июне 2019 года численность финского военного контингента составляла 67 военнослужащих.
14 апреля 2021 года президент США Джо Байден объявил о планах начала вывода американских войск из Афганистана в мае 2021 с завершением этого процесса к 11 сентября 2021 года. В этот же день решение о выводе войск «в течение нескольких следующих месяцев» приняли страны НАТО. В дальнейшем, отряды "Талибан" перешли в наступление и обстановка в стране осложнилась. 8 июня 2021 года Финляндия завершила эвакуацию войск и участие в операции.
15-16 августа 2021 года силы талибов окружили и заняли Кабул. 16 августа 2021 года Финляндия закрыла посольство в Кабуле и эвакуировала дипломатический персонал на военном самолёте США. В это же время правительство Финляндии приняло решение отправить в Афганистан самолёты для эвакуации оставшихся в стране иностранных граждан и афганских беженцев. Участие Финляндии в операции продолжалось до 27 августа 2021 года, было эвакуировано 330 человек.